# Великие люди в домашнем халате
«Великие люди в домашнем халате» (фр. Grands hommes en robe de chambre) — цикл исторических сочинений французского писателя Александра Дюма-отца, в которых основное внимание уделяется интимной жизни выдающихся деятелей. Включает биографические очерки «Генрих IV» (1855), «Людовик XIII и Ришельё» (1855), «Цезарь» (1855), «Октавиан Август» (1857, остался незаконченным). «Октавиан Август» публиковался в газете Дюма «Монте-Кристо», остальные части цикла выходили вскоре после написания отдельными книжными изданиями в Париже и Брюсселе.